# Duttaphrynus noellerti
Espèce
Synonymes
- Bufo noellerti Manamendra-Arachchi & Pethiyagoda, 1998

Statut de conservation UICN

 EN B1ab(iii) : En danger
Duttaphrynus noellerti  est une espèce d'amphibiens de la famille des Bufonidae.

## Répartition
Cette espèce est endémique du Sud-Ouest du Sri Lanka. Elle se rencontre entre 50 et 460 m d'altitude dans le massif Central et les monts Rakwana.

## Description
Les mâles mesurent de 49,8 à 62,1 mm et les femelles de 80,0 à 88,8 mm.

## Étymologie
Cette espèce est nommée en l'honneur en l'honneur d'Andreas Nöllert.

## Publication originale
- Manamendra-Arachchi & Pethiyagoda, 1998 : A synopsis of the Sri Lankan Bufonidae (Amphibia: Anura) with description of two new species. Journal of South Asian Natural History, vol. 3, no 2, p. 213–248 (texte intégral).